# Scambus conjungens
Scambus conjungens là một loài tò vò trong họ Ichneumonidae.